# Operand
In de wiskunde is een operand een invoerwaarde voor een operator. In 
{\displaystyle 4+5=9}
is '+' de operator en '4' en '5' zijn de operanden. 
Het aantal operanden van een operator wordt de plaatsigheid of ariteit van de operator genoemd. Op basis daarvan kunnen operatoren onderverdeeld worden. Zo zijn er de unaire operatie en binaire operatie, en operators die een bewerking op meer dan twee operanden uitvoeren.
In programmeertalen is de betekenis van operator en operand gelijk aan die van de wiskunde. In assembleertaal wordt de term 'operand' gebruikt voor een gegeven dat een instructie nodig heeft. De operand kan de naam van een register van de processor zijn, een geheugenadres, een waarde, zoals een getal, of een label. Een voorbeeld uit de x86-instructieset is:
MOV DS, AX
Hierdoor zal een waarde in register AX worden verplaatst naar register DS. Afhankelijk van de instructie kunnen er nul, één of meer operanden zijn.